# Kajetan Broniewski
Kajetan Tomasz Broniewski né le 6 mars 1963 à Zabrze, est un rameur polonais.

## Palmarès
- 1992 à Barcelone,  Espagne
  -  Médaille de bronze en skiff[1].